# Gögglingen-Donaustetten
Gögglingen-Donaustetten ist ein Stadtteil der kreisfreien Stadt Ulm und liegt in ihrem Südwesten.

## Geographie
Gögglingen und Donaustetten liegen südwestlich Ulms am südlichen Ufer der Donau. Im Osten des Stadtteils verläuft die Bundesstraße 30.

## Geschichte
Gögglingen wurde 1092 erstmals urkundlich erwähnt. Mit Ulm war es durch eine Zollbrücke verbunden. Gögglingen gehörte zu Wiblingen und fiel 1806 durch Napoléon Bonapartes Neugliederung zuerst an Bayern und 1810 an Württemberg.
 Donaustetten wurde erstmals 1194 urkundlich erwähnt. Es gehörte seit dem frühen Mittelalter zu Wiblingen und unterstand dem Grafen Fugger-Kirchberg. Durch die österreichische Herrschaft bekam es im 18. Jahrhundert mehr Bewegungsfreiheit. 1806 fiel Donaustetten durch die Rheinbundakte an Bayern und 1810 durch den Grenzvertrag zwischen Bayern und Württemberg an das Königreich Württemberg. Nach der Schlacht von Elchingen soll Napoleon Bonaparte das Gögglinger Gasthaus Ritter besucht haben.
Seit dem 1. Juli 1974 gehören die beiden Ortschaften zur Universitätsstadt Ulm.

## Politik

### Ortsvorsteher
Beide ehemaligen Gemeinden haben durch ihre Ortsverfassung ein hohes Maß an Selbstständigkeit. Die Ortsvorsteherin der beiden Orte ist Eva-Maria Emmenecker.

### Ortschaftsrat
Im Jahr 1989 schlossen sich Gögglingen und Donaustetten zusammen und haben seither einen gemeinsamen Ortschaftsrat.

## Daten von Gögglingen-Donaustetten
|                                  | Gögglingen | Donaustetten | Zusammen |
| -------------------------------- | ---------- | ------------ | -------- |
| Einwohner                        | 2.756      | 1.571        | 4.327    |
| Haushalte                        | 1.182      | 579          | 1.761    |
| Einpersonenhaushalte             | 329        | 130          | 459      |
| Haushalte mit Kindern            | 271        | 187          | 458      |
| Fläche in ha                     | 514        | 598          | 1.112    |
| Landwirtschaftliche Fläche in ha | 385        | 375          | 760      |
| Höhe über NN in m                | 486        | 487          |          |

## Einrichtungen und Sehenswürdigkeiten

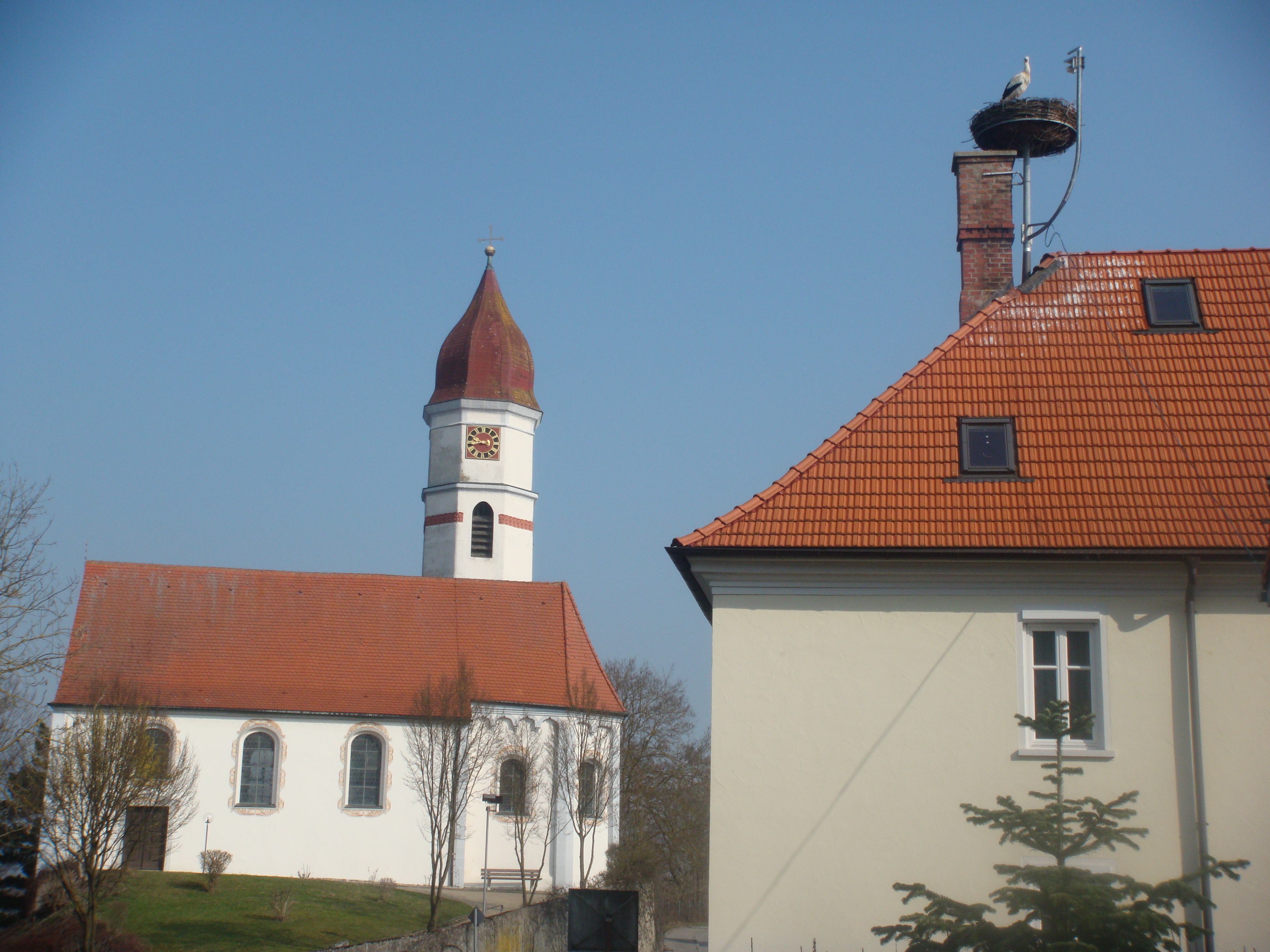
Dorfkirche St. Briccius mit Storchennest

In Donaustetten und Gögglingen gibt es eine Grundschule, mehrere Kindergärten, einen Recyclinghof und eine Bauschuttdeponie, zwei Freiwillige Feuerwehren, zwei Friedhöfe, Spielplätze und eine Postservicestelle. Die Ortschaften werden von der Polizei in Wiblingen überwacht. Es gibt zwei Kirchengemeinden, die Heilig Kreuz und die St. Laurentius.
Sehenswürdigkeiten sind der Wasserturm zwischen Donaustetten und Gögglingen, die vier Kirchen – jeweils zwei in Donaustetten und Gögglingen –, das Wasserkraftwerk Donaustetten und das Altwasser, auch alte Donau genannt.
Zudem nistet im Frühjahr/Sommer in Gögglingen zwischen dem Friedhof und dem Feuerwehrhaus ein Storchenpaar, meist mit zahlreichem Nachwuchs.